# Site archéologique de Vaas
Pour les articles homonymes, voir Vaas.
Le site archéologique de Vaas est localisé sur la commune éponyme de Vaas, dans le département de la Sarthe, en région des Pays de la Loire.
L'histoire du site débute au Néolithique : les archéologues ont ainsi exhumé une structure à vocation funéraire sous la forme d'un dolmen. La chronologie du site se perpétue au 1er Âge du fer et au second Âge du fer, pour se prolonger à l'époque gallo-romaine. Attesté sur la carte de Peutinger, le site, alors dénommé Fines est l'un des points de passage de la via romana reliant Vindunum (l'actuelle ville du Mans) à Cæsarodunum (l'actuelle ville de Tours). Un milliaire, mis en évidence sur les terres de la ville de Vaas, et dont l'inscription épigraphique gravée en langue latine confirme le statut de « Fines » comme étant une cité-étape gallo-romaine. Ultérieurement, à l'époque mérovingienne, le site de Vaas est connu sous le nom de Vedacencis, ce toponyme apparaissant sur les avers de certaines pièces appartenant à cette période.

## Localisation et toponymie

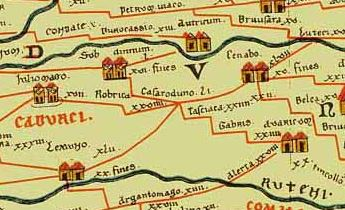
Détail d'une carte provenant de la table de Peutinger.

Selon Philippe Dain, à l'époque protohistorique, le site de Vaas aurait appartenu à la cité des Andécaves,. La frontière septentrionale de la civitas du territoire Andécave est notamment soulignée par le cours du Loir. Cette zone limitrophe longe ainsi ce confluent de la Sarthe à partir du complexe urbain védaquais, puis se développe en direction de l'Ouest jusqu'à Durtal, en passant par Le Lude et La Flèche. Cette frontière, bien que fluctuante, établissait la limite entre les terres des Aulerques Cénomans et celles des Andécaves.
D'autre part, le toponyme du site est connu, selon la table de Peutinger, sous la forme latine fines.

## Découvertes et fouilles
Le site archéologique de Vaas présente une documentation archéologique assez importante dont les vestiges d'une villa gallo-romaine mis en évidence en 2004, au cœur du hameau de « La Bordinière » et dont les fouilleurs (Claude Lambert et Jean Rioufreyt) ont notamment découvert un élément décoratif sous la forme d'un buste d'Amour,, en bordure du Loir et un peson d'un artisan tisserand exhumé au lieu-dit de « La Chalopinère » (collection de Bouvet). Un sanctuaire celto-romain a également été signalé sur le territoire védaquais. L'ensemble du site archéologique, proche de la commune d'Aubigné-Racan, de l'autre côté du Loir, est rattaché et étroitement associé à celui de Cherré. Le C.A.P.R.A. (basé à Allonnes), ainsi que le « Centre technique de conservation Joël le Theule », à Sablé-sur-Sarthe, en sont les principaux gérants et administrateurs.

## Histoire

### Néolithique

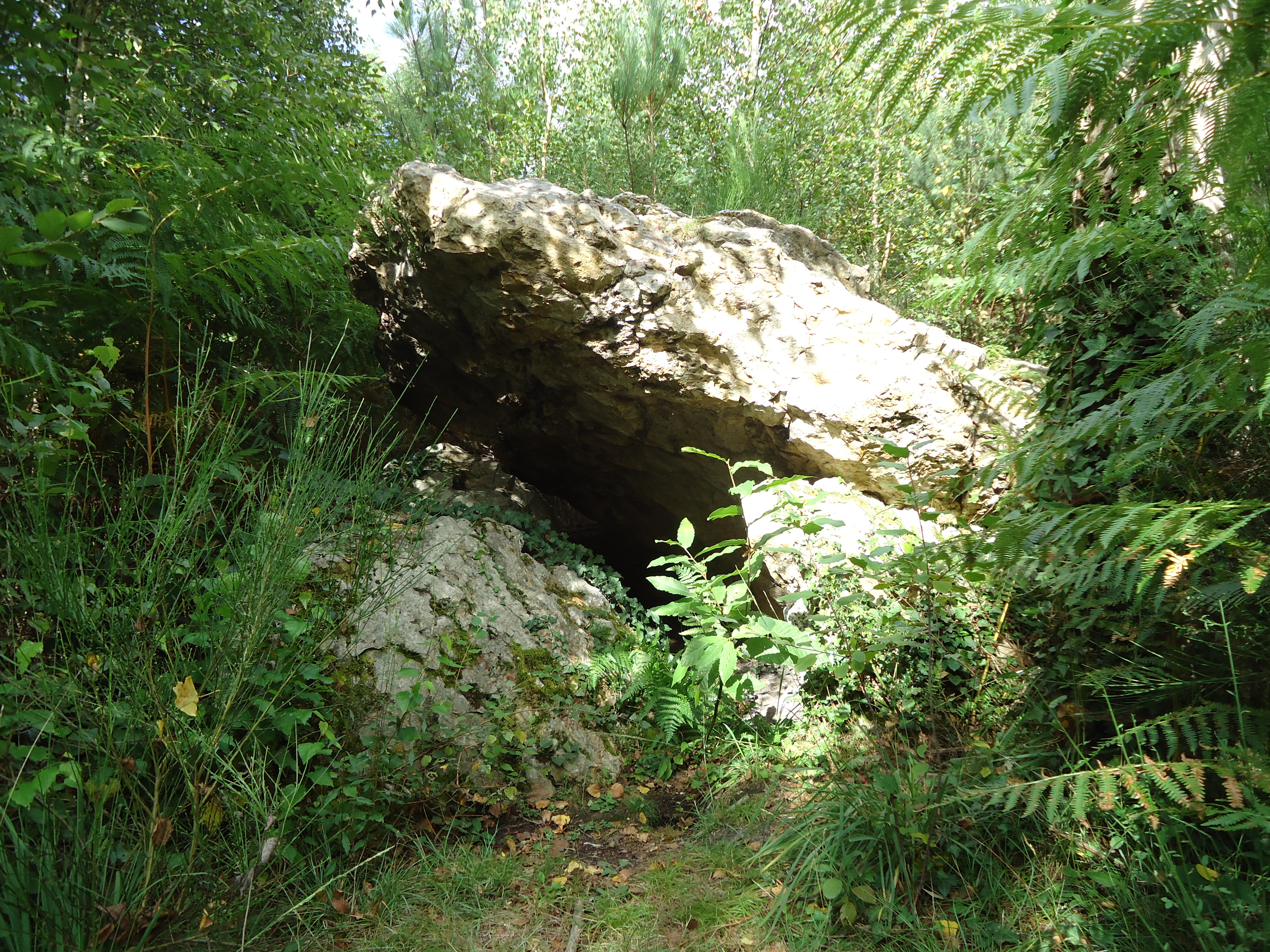
Le dolmen dit « de la Pierre couverte », retrouvé à Vaas.

L'occupation du territoire védaquais est connue dès la fin de l'époque néolithique et du début de l'Âge du bronze. Des structures funéraires, sous la forme d'assemblages de type mégalithiques, ont ainsi été mis en évidence sur la commune sarthoise. La plupart de ces constructions, constituées de dolmens et de menhirs, suggèrent une volonté d'appropriation et de délimitation géographiques. Certains de ses vestiges, découverts en position verticale, témoignent de ses marquages territoriaux.
Le dolmen de « la Pierre Couverte » fait l'objet d'une inscription au titre des monuments historiques par arrêté du 12 février 1984,. La structure mégalithique dite de « Pierre Couverte » se présente telle une grande pièce étayée par trois bloc rocheux. L'édifice a été mise en évidence à proximité de la voie gallo-romaine védaquaise,,,.

### Âge du fer
À l'Âge du fer, la cité védaquaise apparaît, à l'instar de sa proche voisine, Aubigné-Racan, un lieu d'importance économique au sein du territoire sarthois (la civitas des Aulerci Cenomani). À cet égard, la proximité du site de Vaas, comme celui de Cherré, avec le cours du Loir, voie de circulation de biens et de marchandises à l'Âge du fer, confirme le site dans son statut commercial : plusieurs monnaies gauloises ont ainsi été découvertes sur les marges de la commune védaquaise, en bordure de l'affluent de la Sarthe.

### Période gallo-romaine
Le statut du complexe urbain de Vaas à l'époque antique (autrement dit Fines), à l'instar d'autres sites gallo-romains appartenant à la civitas des Aulerci Cenomani et bien qu'il soit encore à préciser, apparaît actuellement établi. Ainsi, selon Christophe Loiseau :

« Dans l’état actuel des connaissances, cinq agglomérations antiques, de tailles
variables (de 16 à 100 ha), ont été recensées (Oisseau-le-Petit, Aubigné-Racan et Vaas). Duneau et Allonnes, au sud du Mans, complètent l’inventaire auquel viennent s’ajouter deux probables agglomérations : Neuvy-en-Champagne, à l’ouest du département et Trangé, au nord-ouest du Mans. »

— Christophe Loiseau, 2009, p. 119.
En outre, certains spécialistes, tels qu'Alain Ferdière, apporte une précision à la fonction que revêt la ville gallo-romaine védaquaise et de ses homologues Aulerco-cénomanes à l'époque antique. Pour ces cités antiques, ils mettent ainsi en perspective le classement et la typologie urbaine auxquelles elles se rattachent :

« De ce chef-lieu rayonnait un réseau de voirie se dirigeant vers les capitales des cités voisines et desservant plusieurs agglomérations secondaires importantes de la cité : Allonnes – le sanctuaire de la cité –, Aubigné-Racan, Duneau, Oisseau-le-Petit, Vaas et sans doute Neuvy-en-Champagne et Trangé. »

— Alain Ferdière, 2008, p. 6.

### Haut Moyen Âge

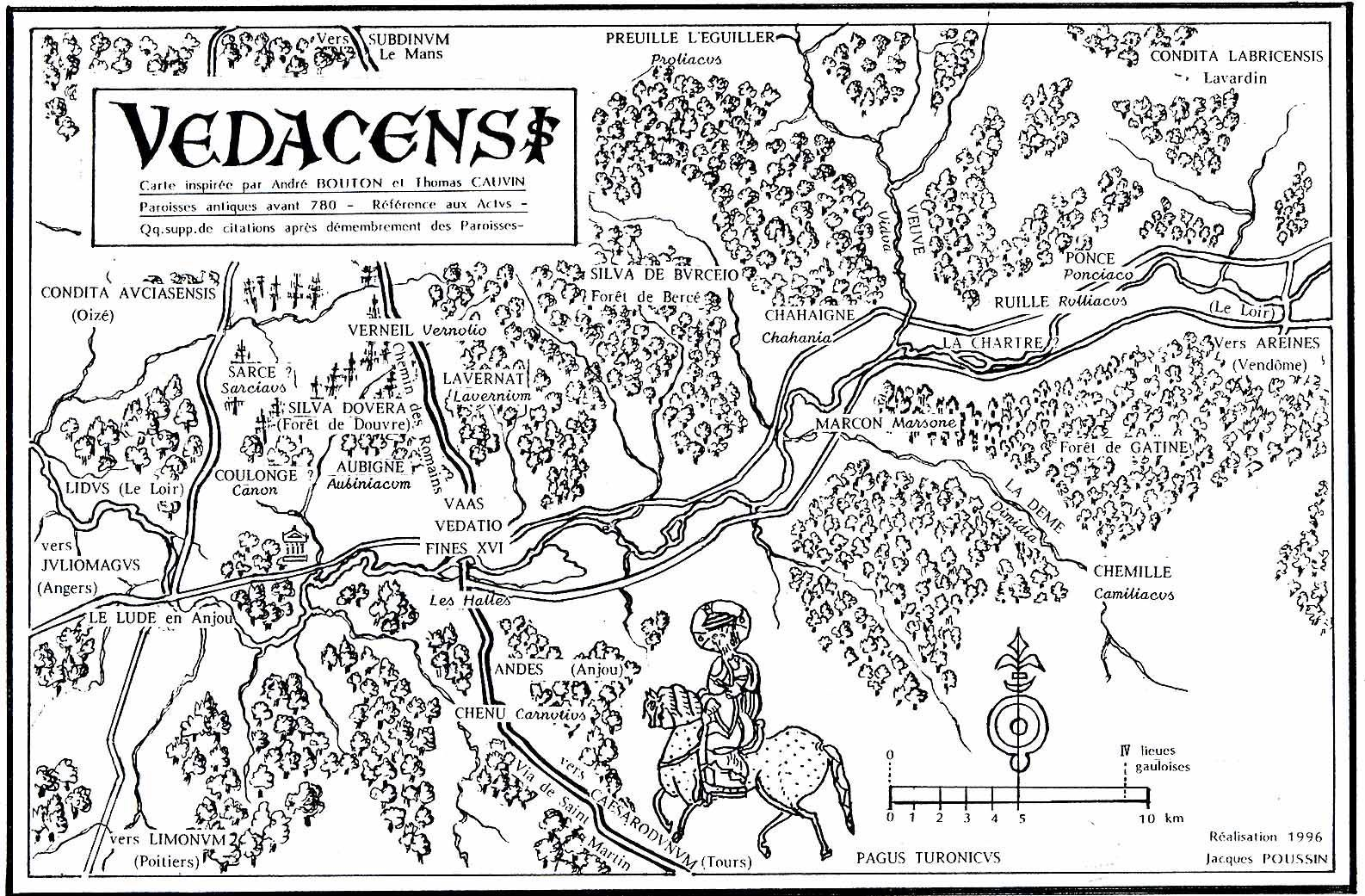
Territoire du Vedacensis, d'après les limites diocésaines du Mans. Vaas, apparaît sous le toponymes Vedatio et Fines.

## Monuments

### La Villa gallo-romaine

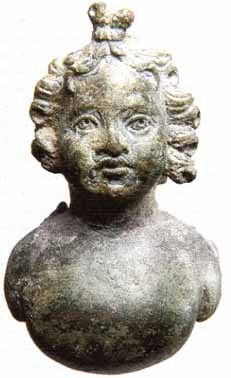
Buste d'Amour, en bronze exhumé dans la villa de La Bordinière, actuellement conservé au Carré Plantagenêt, au Mans.

Les vestiges de la villa gallo-romaine védaquaise, mises en évidence en 2004 par les archéologues Claude Lambert et Jean Rioufreyt au lieu-dit de « La Bodinière », se présentent sous la forme d'une vaste cour intérieure rectangulaire, laquelle est encadrée, à chacune de ses extrémités, par 2 corps de bâtiments. Ces quatre structures, à destination domestique, observent pour deux d'entre elles, des plans au sol d'aspect carré, les deux autres possédant des bases de fondation de forme quadrangulaire.

### Le sanctuaire
L'existence d'un sanctuaire d'époque gallo-romaine a été signalée à proximité de chantiers de fouilles archéologiques attenants au territoire védaquais et mis en place antérieurement à sa découverte. Des clichés obtenus au moyen d'observations aériennes, effectués par Gilles Leroux (INRAP) le 7 juin 2011, ont montré que ce complexe cultuel, encadré par une enceinte, se présente sous une forme rectangulaire.
D'autre part, de récentes fouilles entreprises dans l'antique ensemble religieux védaquais, ont mis en évidence que ces structures, à l'instar de celles du fanum oxellois, se sont révélées construites dans les marges du complexe urbain.

## Le milliaire et la route antique
La mise au jour de vestiges d'une voie romaine, dénommée « chemin des romains », et dont l'exploitation a connu une continuité au cours du Haut Moyen Âge, sur les terres de la commune de Saulges, dans la ligne directe de la route qui se prolonge jusqu'à Chenu et Écommoy, met en perspective plusieurs hypothèses,,. Le complexe urbain de Vaas pourrait signaler le raccordement d'un axe de réseau viaire menant vers le Nord-Ouest, et ce, en aval de la traversée du Loir,. Ce tracé, bien que situé à un embranchement conserve son orientation d'origine pour atteindre Vindunum d'une part et Le Chenu, d'autre part,.
La 1re ne laisse apparaître, sur le tronçon menant de Vaas à Poillé-sur-Vègre, d'éléments matériels autant significatifs que sur la portion allant jusqu'à Tours. Néanmoins, il est possible de suggérer un axe viaire sortant de Vaas, se prolonge en direction d'Cherré (autrement dit la route départementale 305, portion « RD 766 »), et qui traverse Aubigné-Racan dans son extrémité Nord-Est.
Les récents travaux d'investigations archéologiques réalisés au sein de cette région sarthoise (arrondissement de La Flèche et canton du Lude) publiés en 2001, confirment que la cité védaquaise est parcourue de l'itinéraire antique reliant Vindunum (Le Mans) à Cæsarodunum (l'actuelle ville de Tours),. Des vestiges de cette voie antique, bien que partiels, ont été très clairement mis en évidence sur le territoire védaquais au niveau du lieu-dit le « Gué de La Pierre »,.
Après avoir quitté la commune de Vaas, le tracé de cet itinéraire gallo-romain se prolonge en direction du Sud-Est et traverse ainsi le département d'Indre-et-Loire, passant, entre autres, par la ville de Brèches, ancien site turones, et au sein duquel un bloc de pierre monolithique a été signalé. Ce mégalithe, dénommé la « Pierre Saint-Martin » et d'une hauteur totale estimée à 1,70 mètre, aurait été à l'origine un menhir ayant fait l'objet d'une taille pour devenir, à l'époque gallo-romaine, une borne milliaire,. Cet artéfact, à l'instar du milliaire védaquais, aurait probablement indiqué la route reliant Vindunum à Cæsarodunum.